# ヴィクトル・ブラトフ
ヴィクトル・ゲンナジエヴィチ・ブラトフ(ロシア語: Виктор Геннадьевич Булатов、1972年1月22日 - ）は、現ロシア・チェリャビンスク州、チェリャビンスク出身の元サッカー選手、サッカー指導者。現役時代のポジションはMF。

## 来歴

### クラブ
1990年にFCヴォルガル-ガスプロムでプレー。1992年にフットサルクラブのMFCフェニックスに移籍して、1992/93シーズンのリーグ戦において3位という成績を収めた。1993年、ヴォルガル-ガスプロムのコーチをしていたウラジーミル・ユーリギンと共にブルガリアのFCディミトロヴグラトに入団して左サイドでプレーをした。1994年にFCディナモ・スタヴロポリに移籍をしてロシア・プレミアリーグデビューを果たした。1998年に所属したFCトルペド・モスクワではリーグ戦においてチーム内トップとなる9得点を挙げた。その後、強豪クラブのFCスパルタク・モスクワに移籍をして3シーズンを過ごし3度の優勝を経験。
2007年はカザフスタンのFCアスタナ-1964（FCアスタナ）でプレー。2008年にロシア・ファーストディビジョン(2部相当)所属のFC SKA-エネルギア・ハバロフスクで選手兼アシスタントコーチとしてプレーをした。2008年6月下旬、現役引退する事を決めクラブを去ったが、2009年6月にアマユアフットボール所属のFCトルペド・モスクワで復帰。

### 指導者
7月中旬にFCチョルノモレツ・ノヴォロシースクでアシスタントコーチに就任する事が報告された
。2009年11月11日、ロシア・セカンドディビジョン(3部相当)の西に属するFCドニェプル・スモレンスクの監督にアルメニア人のアルメン・アダニャンからバトンタッチする形で就任。2011/12シーズンはドニェプル・スモレンスクは4位となりクラブの歴史の中で最高位を記録したが、2012年6月5日、経営陣との意見の相違により自発的に辞任をした。同年10月2日、セカンドディビジョンの中央に属するFCゼニト・ペンザの監督に就任した。

## タイトル

### クラブ
- FCスパルタク・モスクワ
  - ロシア・プレミアリーグ：3 (1999, 2000, 2001)
- FCテレク・グロズヌイ
  - ロシア・カップ：1 (2003/04)

### 個人
- ロシアリーグ最優秀選手33： №1 (2000); №2 (1997, 1999)